# Del-Monte-Banknote

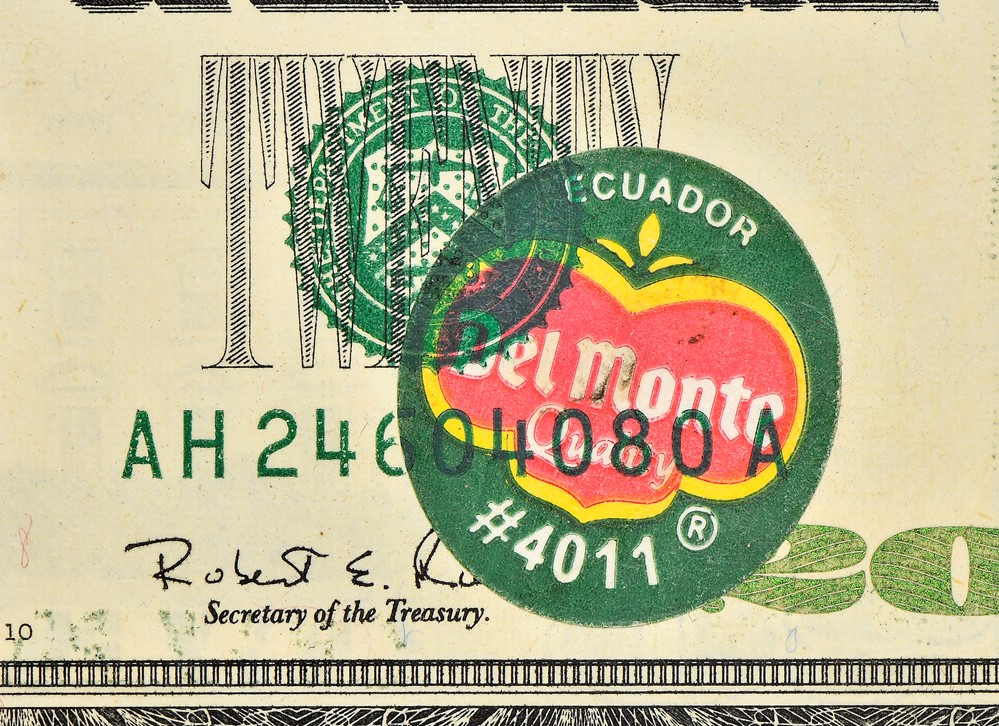
Nahaufnahme des Del-Monte-Aufklebers auf der Vorderseite der Banknote

Die Del-Monte-Banknote ist ein Fehldruck eines Zwanzig-Dollar-Scheins aus dem Jahre 1996, auf dem neben dem Porträt von Andrew Jackson ein mehrfarbiger Del Monte-Aufkleber erscheint. Der Aufkleber wurde während des Druckvorgangs angebracht, also vor dem Aufdruck, aber nach dem Druck der Vorderseite. Das Ergebnis ist eine Banknote, bei der ein Teil des Siegels und der Seriennummern über den Aufkleber gedruckt wurde. Die Banknote ist unter Währungssammlern sehr bekannt und war bereits auf den Titelseiten von Fachzeitschriften wie Bank Note Reporter und Numismatic News zu sehen.
Die Del Monte Note stammt aus der Druckerei des US-Finanzministeriums in Fort Worth, Texas. Sie wurde von einem College-Studenten in Ohio entdeckt, der sie von einem Geldautomaten erhielt. Die Banknote war in unzirkuliertem Zustand erhalten und wurde 2003 bei eBay für 10.100 US-Dollar versteigert. Am 6. Januar 2006 wurde die Banknote von Heritage Auctions in Dallas, Texas, für 25.300 US-Dollar versteigert. Die Banknote wurde von Paper Money Guaranty im Jahr 2020 zertifiziert. Am 22. Januar 2021 versteigerte Heritage Auctions die Banknote für 396.000 US-Dollar, den höchsten Verkaufspreis für eine fehlerhafte Banknote.